# 埃米莉·比克罗夫特
埃米莉·比克罗夫特（英語：Emily Beecroft，1999年11月19日—），澳大利亚女子游泳运动员。她曾代表澳大利亚参加2016年和2020年夏季残疾人奥林匹克运动会游泳比赛，其中2020年夏季残奥会获得一枚银牌和一枚铜牌。